# 5954 Епікур
5954 Епіку́р (5954 Epikouros) — астероїд головного поясу, відкритий 19 серпня 1987 року.
Тіссеранів параметр щодо Юпітера — 3,466.